# Passo de Pino Hachado
O Passo de Pino Hachado (em espanhol Paso Pino Hachado) é um dos mais importantes passos da Fronteira Argentina-Chile, localizado nas coordenadas 38° 39′ S, 70° 53′ O. O ponto mais elevado deste passo de montanha está a uma altitude de 1.884 metros.

## Localização
O Passo de Pino Hachado localiza-se entre: o departamento de Picunches, Província de Neuquén,  Argentina; a comuna de Lonquimay, na Província de Malleco, Região da Araucanía, Chile.
A rodovia nacional argentina RN 242 liga o passo a Las Lajas, e através da Ruta Nacional 22, à cidade de Neuquén. No outro sentido, a Ruta CH-181 atravessa o Túnel Las Raíces e conduz a Victoria junto a Ruta CH-5, dando acesso a Temuco e outras localidades importantes do sul chileno.
O lado argentino da passagem é uma caldeira vulcânica chamada Caldera de Pino Hachado dentro da qual estão os costumes argentinos. O clima é seco e frio, com uma temperatura extrema no verão de 25 ° C / 77 ° F e uma temperatura extrema no inverno de -15 ° C / 5 ° F. As cidades mais próximas são Las Lajas na Argentina, com aproximadamente 5.000 habitantes, e Liucura no Chile, com aproximadamente 700 habitantes.
Esta passagem é controlada no lado chileno pelo Serviço Nacional de Alfândegas, a Polícia de Investigação do Chile (PDI) e pelo Serviço Agropecuário (SAG), bem como no lado argentino pela Alfândega Argentina (AFIP), o Serviço Nacional de Saúde Agroalimentar e Departamento de Qualidade (SENASA), Direção Nacional de Migração e Gendarmaria Nacional Argentina. Faz parte dos 14 centros de fronteira criados pela presidência argentina e atualmente está a cargo do Ministério do Interior, Obras Públicas e Habitação por meio de um coordenador designado.